# امام عاشور
امام عاشور (عربی: إمام عاشور متولي عبدالغني؛ زادهٔ ۲۰ فوریهٔ ۱۹۹۸) بازیکن فوتبال اهل مصر است که در حال حاضر برای باشگاه فوتبال الاهلی بازی می‌کند. 
از باشگاه‌هایی که در آن بازی کرده است می‌توان به باشگاه ورزشی زمالک، باشگاه فوتبال الاهلی، و باشگاه فوتبال میتیلند اشاره کرد.
وی همچنین در تیم‌های ملی فوتبال زیر ۲۳ سال مصر و مصر بازی کرده است.